# Chaetonotus pleuracanthus
Chaetonotus pleuracanthus är en djurart som tillhör fylumet bukhårsdjur, och som beskrevs av Adolf Remane 1926. Chaetonotus pleuracanthus ingår i släktet Chaetonotus, och familjen Chaetonotidae. Arten är reproducerande i Sverige.